# Гвардійський провулок (Київ)
Гварді́йський прову́лок — зниклий провулок Києва. Пролягав від Батумської вулиці до вулиці Генерала Доватора. 

## Історія
Виник у 50-х роках XX століття, назву набув 1955 року. У 1960-х роках приєднаний до Гвардійської вулиці, нині це її початкова частина.